# 巨匠・高田文夫のラジオで行こう!
巨匠・高田文夫のラジオで行こう!（きょしょう・たかだふみおのラジオでいこう）は、ニッポン放送において、1987年10月から1989年3月まで、夕方の時間帯で放送されていたラジオ番組。

## 概要
高田文夫はそれまでに、『ビートたけしのオールナイトニッポン』『とんでもダンディー・民夫くんと文夫くん』でレギュラー出演していたが、この番組で遂に単独レギュラーパーソナリティを務めることになった。
プロ野球のシーズンオフで『ショウアップナイター』の無い時期は月曜日から木曜日まで、プロ野球シーズン中で『ショウアップナイター』の放送がある時期は『巨匠・高田文夫のラジオで行こう!月曜スペシャル』のタイトルで、月曜日のみの放送だった。『月曜スペシャル』の時は月 - 木の放送の時に比べ、細かいコーナー割が無かったので、1時間50分間の放送を2人ほどのゲストパネラーを迎えて高田とトーク、激論を交わすスタイルなどになっていた。
本番組終了直後の1989年4月から、現在も放送中の『高田文夫のラジオビバリー昼ズ』がスタートしている。
番組後期、高田文夫が入院中はヨネスケがピンチヒッターで「怪傑ヨネスケのラジオで行こう」が放送されていた。

## 放送時間
| 期間                                           | 放送時間                      |
| ---------------------------------------------- | ----------------------------- |
| 1987年10月 - 1988年3月、1988年10月 - 1989年3月 | 月曜日 - 木曜日 18:00 - 20:00 |
| 1988年4月 - 1988年9月                          | 月曜日 18:10 - 20:00          |

## 出演者
- パーソナリティ - 高田文夫[1]
- アシスタント - 石川みゆき

## コーナー・タイムテーブル
- 18:00 （87・88） - 文夫の口八丁手八丁
- 18:10 （87・88） - 小堺一機の美女対談
- 18:20 （87・88） - 文夫の男は泣かない
- 18:30 （87） - 誰がためにカネはある
- 18:30 （88） - 愛の居酒屋
- 18:40 （87・88） - ニュース・天気予報・交通情報
- 18:45 （87） - 文夫のおまかせスポーツ
- 18:50 （87） - 文夫の人生ここ一番
- 18:50 （88） - 文夫のなぜだろうなぜかしら
- 19:00 （87）- ニッサンオールニッポン・シリトリグランプリ
  - リスナー参加型のゲームコーナーで、出されたテーマを基に1分以内でしりとりが何問答えられるかを競う勝ち抜け方式で行なわれる。解答の途中で最後に「ん」が付くとゴングが鳴って1分経たなくても終了となる。1分経ったタイムアップのときはゲームソフトである「ナッツ&ミルク」のミスで流れるBGMが使われた。
- 19:00 （88）- ニッサンサウンドチャレンジ・これはナンだ?
  - 同じくリスナー参加型のコーナーで、内容は『アップダウンクイズ』『世界一周双六ゲーム』『パネルクイズ アタック25』『クイズ・ドレミファドン!』の音楽クイズとほぼ同じ。前半はその4番組の流れをくんだ曲名当てクイズ、後半は曲名当てと打って変わって、「何の物体の音か」「何の景観の音か」といったサウンドクイズ、という内容であった。
- 19:30 （87）- オトナの放課後
- 19:30 （88）- 文夫のおとなランド

- （87は1987年度の、88は1988年度のコーナー）

## ネット局
本番組においてはナイターオフ期間中の19時台が全国ネット枠になっていた。
| - STVラジオ◎ - 青森放送△ - 秋田放送△（87）→無印（88） - 岩手放送 - 山形放送▲ - 東北放送 - ラジオ福島△ - 茨城放送 - 栃木放送 - 新潟放送△ - 信越放送△（87）→◎（88） - 山梨放送 | - 北日本放送△ - 北陸放送▲ - 福井放送▲ - 静岡放送 - 東海ラジオ - KBS京都○ - 和歌山放送◎ - 毎日放送 - 山陽放送▲ - 山陰放送◎ - 中国放送（88は◎） | - 山口放送▲ - 四国放送 - 西日本放送◎ - 南海放送 - 高知放送 - 九州朝日放送◎ - 大分放送◎ - 長崎放送（88は◎） - 熊本放送 - 宮崎放送△ - 南日本放送△ - ラジオ沖縄 |

放送時間の凡例
- 無印 - 19:00から19:30
- △ - 19:10から19:40
- ▲ - 19:20から19:50
- ◎ - 19:00から20:00
（87、88はそれぞれ1987年度、1988年度を、矢印は両年度の間で放送時間に変更があったことを表す）